# Maximiliano Ruiz Rosales
Maximiliano Ruiz Rosales es un economista y político peruano. Fue vicepresidente del Gobierno Regional de Piura entre 2011  y 2014 durante la gestión del presidente regional Javier Atkins y alcalde del distrito de Morropón durante tres periodos entre 1990 y 1998.

## Biografía
Nació en Morropón, Perú, el 3 de septiembre de 1958. Cursó sus estudios primaros y secundarios en su ciudad natal. Entre 1976 y 1983 cursó estudios superiores de economía en la Universidad Nacional de Piura

## Vida Política
Su primera participación política se dio en las elecciones municipales de 1986 cuanto tentó por primera vez la alcaldía del distrito de Morropón por la Izquierda Unida. Fue elegido para ese cargo en las elecciones municipales de 1989 y reelecto luego en las elecciones de 1993 y 1995. Luego de tres periodos, no postuló a una tercera reelección. Participó en las elecciones regionales del 2006 como candidato a presidente regional de Piura por el Partido Nacionalista Peruano sin éxito. En las elecciones regionales del 2010 se presentó como candidato a vicepresidente junto al candidato a presidente Javier Atkins por el movimiento Unidos Construyendo resultando elegido.